# Schizaphis borealis
Schizaphis borealis är en insektsart som beskrevs av Tambs-lyche 1959. Schizaphis borealis ingår i släktet Schizaphis och familjen långrörsbladlöss. Enligt den finländska rödlistan är arten otillräckligt studerad i Finland. Arten är reproducerande i Sverige. Artens livsmiljö är ruderatmarker, vägrenar och banvallar. Inga underarter finns listade i Catalogue of Life.